# Agrilus carpini
Agrilus carpini är en skalbaggsart som beskrevs av Knull 1923. Agrilus carpini ingår i släktet Agrilus och familjen praktbaggar. Inga underarter finns listade i Catalogue of Life.